# Larnakas tis Lapithou
Larnakas tis Lapithou är en ort i Cypern. Den ligger i distriktet Eparchía Kerýneias, i den norra delen av landet, 25 km nordväst om huvudstaden Nicosia. Larnakas tis Lapithou ligger 329 meter över havet och antalet invånare är 375. Den ligger på ön Cypern.
Terrängen runt Larnakas tis Lapithou är kuperad norrut, men söderut är den platt.Trakten runt Larnakas tis Lapithou är ganska glesbefolkad, med 25 invånare per kvadratkilometer. Närmaste större samhälle är Kyrenia, 16,1 km öster om Larnakas tis Lapithou. Trakten runt Larnakas tis Lapithou är i huvudsak ett öppet busklandskap.